# John Edwards (muzyk)
John Victor Edwards, pseudonim Rhino (ur. 9 maja 1953 w Whitton) – brytyjski gitarzysta basowy, występujący w zespole Status Quo.

## Kariera
Edwards współpracował z Peterem Greenem, Climax Blues Band oraz Dexys Midnight Runners (album Don’t Stand Me Down).
John Edwards oraz perkusista Jeff Rich zostali zaproszeni przez Ricka Parfitta do współpracy nad jego solowym albumem Recorded Delivery, a w 1986 zostali nowymi członkami Status Quo, gdy z zespołu odeszli Alan Lancaster i Pete Kircher.
Edwards posiada też własny zespół, Rhino’s Revenge, który wydał album o tej samej nazwie w 2000. Drugi album, Rhino’s Revenge II, ukazał się w 2015, a w jego nagrywaniu wzięła udział trójka dzieci Edwardsa.

## Życie prywatne
Ma żonę i troje dzieci, mieszka w Londynie.